# Idanthyrsus bihamatus
Idanthyrsus bihamatus är en ringmaskart som först beskrevs av Maurice Caullery 1944.  Idanthyrsus bihamatus ingår i släktet Idanthyrsus och familjen Sabellariidae. Inga underarter finns listade i Catalogue of Life.